# CBE Software
CBE Software je české nezávislé vývojářské studio. Bylo založeno Janem Kavanem a Lukášem Medkem. Vzniklo v roce 2006 jako Cardboard Box Entertainment. V roce 2011 se tým transformoval v CBE Software.

## Hry od CBE
- Ghost in the Sheet (2007) - 3D adventura viděná z pohledu první osoby. Vydáno ještě pod Cardboard Box Entertainment.
- J.U.L.I.A. (2012) - 3D advenura a logická hra.
- J.U.L.I.A. Untold (2012) - Spin-off k původní J.U.L.I.A.
- Vampires! (2012) - mix akční, logické a strategické hry. Verze pro mobily vyšla pod názvem Crazy Vampires
- Boredom of Agustín Cordes (2013) - freewarová hra vzniklá na GamesComu 2013. Autoři hru označili za simulátor nudy.
- Serena (2014) - Freewarová adventura vytvořená ve spolupráci se studii jako Senscape, Infamous Quests, Digital Media Workshop či Guys from Andromeda.
- J.U.L.I.A.: Among the Stars (2014) - rozšířená verze původní J.U.L.I.A. Hra je financována komunitou[3].
- Someday You'll Return (2020) - horrorová příběhová hra z první osoby